# Areial
Areial là một đô thị thuộc bang Paraíba, Brasil. Đô thị này có diện tích 33,935 km², dân số năm 2007 là 6012 người, mật độ 177,2 người/km².